# Serie B i fotboll 2012/2013
Serie B 2012/2013 är den 81:e säsongen sedan starten säsongen 1929/1930.
Spelschemat för serien offentliggjordes den 3 augusti 2012 och serien startade sedan 25 augusti.

## Lag
Följande lag spelar i Serie B säsongen 2012/2013:
| Klubb           | Stad                    | Arena                          | Kapacitet | Placering säsongen 2011/2012 |
| --------------- | ----------------------- | ------------------------------ | --------- | ---------------------------- |
| Ascoli          | Ascoli Piceno           | Stadio Cino e Lillo Del Duca   | 20 550    | 15:a i Serie B               |
| Bari            | Bari                    | San Nicola                     | 58 270    | 13:a i Serie B               |
| Brescia         | Brescia                 | Stadio Mario Rigamonti         | 23 072    | 8:e i Serie B                |
| Cesena          | Cesena                  | Stadio Dino Manuzzi            | 23 860    | 20:a i Serie A               |
| Cittadella      | Cittadella              | Stadio Piercesare Tombolato    | 7 623     | 16:e i Serie B               |
| Crotone         | Crotone                 | Stadio Ezio Scida              | 9 631     | 11:e i Serie B               |
| Empoli          | Empoli                  | Stadio Carlo Castellani        | 16 800    | 8:a i Serie B                |
| Grosseto        | Grosseto                | Stadio Carlo Zecchini          | 9 988     | 14:a i Serie B               |
| Juve Stabia     | Castellammare di Stabia | Stadio Romeo Menti             | 7 642     | 9:a i Serie B                |
| Livorno         | Livorno                 | Stadio Armando Picchi          | 19 238    | 17:a i Serie B               |
| Modena          | Modena                  | Stadio Alberto Braglia         | 21 151    | 12:a i Serie B               |
| Novara          | Novara                  | Stadio Silvio Piola (Novara)   | 17 875    | 19:a i Serie A               |
| Padova          | Padua                   | Stadio Euganeo                 | 19 736    | 7:a i Serie B                |
| Pro Vercelli    | Vercelli                | Stadio Silvio Piola (Vercelli) | 4 215     | 5:a i Prima Divisione A      |
| Reggina         | Reggina                 | Stadio Oreste Granillo         | 27 543    | 11:a i Serie B               |
| Sassuolo        | Sassuolo                | Stadio Alberto Braglia         | 21 151    | 3:a i Serie B                |
| Spezia          | La Spezia               | Stadio Alberto Picco           | 10 336    | 1:a i Prima Divisione B      |
| Ternana         | Terni                   | Stadio Libero Liberati         | 17 460    | 1:a i Prima Divisione A      |
| Varese          | Siena                   | Stadio Franco Ossola           | 9 424     | 15:e i Serie B               |
| Verona          | Verona                  | Stadio Marcantonio Bentegodi   | 42 160    | 4:a i Serie B                |
| Vicenza         | Vicenza                 | Stadio Romeo Menti             | 12 200    | 19:e i Serie B               |
| Virtus Lanciano | Lanciano                | Stadio Guido Biondi            | 27 500    | 4:a i Prima Divisione B      |

## Tabell
15 januari 2013
| Nr | Lag          | S  | V  | O  | F  | GM | IM | MS  | P  |
| -- | ------------ | -- | -- | -- | -- | -- | -- | --- | -- |
| 1  | Sassuolo     | 22 | 16 | 3  | 3  | 46 | 15 | +31 | 51 |
| 2  | Livorno      | 22 | 14 | 5  | 3  | 45 | 29 | +16 | 47 |
| 3  | Verona       | 22 | 12 | 7  | 3  | 35 | 18 | +17 | 43 |
| 4  | Empoli       | 22 | 9  | 7  | 6  | 38 | 35 | +3  | 33 |
| 5  | Modena       | 22 | 9  | 7  | 6  | 30 | 24 | +6  | 32 |
| 6  | Brescia      | 21 | 7  | 10 | 4  | 31 | 23 | +8  | 31 |
| 7  | Juve Stabia  | 22 | 8  | 6  | 8  | 34 | 32 | +2  | 30 |
| 8  | Padova       | 22 | 8  | 8  | 6  | 28 | 27 | +1  | 30 |
| 9  | Varese       | 20 | 8  | 7  | 5  | 23 | 23 | 0   | 30 |
| 10 | Cittadella   | 22 | 8  | 6  | 8  | 26 | 29 | −3  | 30 |
| 11 | Spezia       | 22 | 7  | 7  | 8  | 30 | 31 | −1  | 28 |
| 12 | Ascoli       | 22 | 8  | 5  | 9  | 29 | 30 | −1  | 28 |
| 13 | Ternana      | 22 | 6  | 7  | 9  | 23 | 26 | −3  | 25 |
| 14 | Bari         | 22 | 8  | 7  | 7  | 32 | 27 | +5  | 24 |
| 15 | Reggina      | 22 | 6  | 7  | 9  | 20 | 27 | −7  | 23 |
| 16 | Novara       | 22 | 7  | 5  | 10 | 28 | 26 | +2  | 22 |
| 17 | Crotone      | 22 | 6  | 6  | 10 | 20 | 30 | −10 | 22 |
| 18 | Lanciano     | 22 | 4  | 10 | 8  | 19 | 30 | −11 | 22 |
| 19 | Cesena       | 22 | 4  | 9  | 9  | 23 | 40 | −17 | 21 |
| 20 | Vicenza      | 22 | 3  | 10 | 9  | 25 | 32 | −7  | 19 |
| 21 | Pro Vercelli | 22 | 4  | 3  | 15 | 19 | 40 | −21 | 15 |
| 22 | Grosseto     | 21 | 3  | 8  | 10 | 22 | 32 | −10 | 11 |

Noteringar
1. ↑  Empoli 1 poängs avdrag
2. ↑  Modena 2 poängs avdrag
3. ↑  Padova 2 poängs avdrag
4. ↑  Varese 1 poängs avdrag
5. ↑  Ascoli 1 poängs avdrag
6. ↑  Bari 7 poängs avdrag
7. ↑  Reggina 2 poängs avdrag
8. ↑  Novara 4 poängs avdrag
9. ↑  Crotone 2 poängs avdrag
10. ↑  Grosseto 6 poängs avdrag

     – Mästare och kvalificerade till Serie A 2013/2014.

     – Kvalificerade till Serie A 2013/2014.

     – Kvalificerade till playoff till Serie A 2013/2014.

     – Nerflyttade till Lega Pro Prima Divisione.

## Skytteligan
15 januari 2013
14 –  Marco Sansovini, Spezia
13 –  Daniele Cacia, Verona
12 –  Matteo Ardemagni, Modena och  Luca Siligardi, Livorno
11 –  Simone Zaza, Ascoli
10 –  Pablo González, Novara,  Fernandino Sforzini, Grosseto och  Francesco Tavano, Empoli